# Persone di cognome Berg
| Questa pagina contiene informazioni ricavate automaticamente dalle voci biografiche con l'ausilio del template Bio e di un bot. L'aggiornamento è periodico e automatico e ricostruisce completamente la pagina. Se manca una persona in questa lista, sei pregato di non aggiungerla, ma accertati piuttosto che la sua voce biografica contenga il template Bio e che i dati anagrafici siano correttamente compilati. Se il template Bio manca, inseriscilo tu stesso o, in alternativa, metti l'avviso {{tmp\|Bio}} che ne segnala la mancanza. Se i dati riportati sono sbagliati, correggi direttamente la voce biografica; le modifiche saranno visibili in questa lista entro pochi giorni. Per chiarimenti vedi il progetto antroponimi. La lista contiene solo le 76 persone che sono citate nell'enciclopedia e per le quali è stato implementato correttamente il template Bio. Pagina aggiornata al 23 lug 2025. |

Questa è una lista di persone presenti nell'enciclopedia che hanno il cognome Berg, suddivise per attività principale.

## Allenatori di calcio(2)
- Jan Berg, allenatore di calcio e calciatore norvegese (Oslo, n. 1943 - Bærum, † 2005)
- Odd Berg, allenatore di calcio e ex calciatore norvegese (Molde, n. 1952)

## Architetti(1)
- Max Berg, architetto tedesco (Stettino, n. 1870 - Baden-Baden, † 1947)

## Arcivescovi cattolici(1)
- Karl Berg, arcivescovo cattolico austriaco (Radstadt, n. 1908 - Mattsee, † 1997)

## Attori(2)
- Filip Berg, attore svedese (Danderyd, n. 1986)
- Peter Berg, attore, regista e sceneggiatore statunitense (New York, n. 1964)

## Attrici(2)
- Caroline Berg, attrice cinematografica francese (Parigi, n. 1957)
- Gertrude Berg, attrice, sceneggiatrice e produttrice televisiva statunitense (New York, n. 1899 - New York, † 1966)

## Biochimici(1)
- Paul Berg, biochimico statunitense (New York, n. 1926 - Stanford, † 2023)

## Biologi(1)
- Lev Semënovič Berg, biologo e geografo russo (Tighina, n. 1876 - Leningrado, † 1950)

## Bobbisti(2)
- Herbert Berg, ex bobbista tedesco
- Reidar Berg, bobbista norvegese (Oslo, n. 1924 - Oslo, † 2018)

## Botanici(1)
- Otto Karl Berg, botanico e farmacista tedesco (Stettino, n. 1815 - Confederazione germanica, † 1866)

## Calciatori(18)
- Jonatan Berg, ex calciatore svedese (Torsby, n. 1985)
- Arild Berg, calciatore norvegese (Bodø, n. 1975 - Bodø, † 2019)
- Axel Berg, calciatore norvegese (Oslo, n. 1938 - Bærum, † 2020)
- Christian Berg, ex calciatore norvegese (Bodø, n. 1978)
- Grégoire Berg, calciatore francese (n. 1896 - † 1944)
- Harald Berg, ex calciatore norvegese (Bodø, n. 1941)
- Jan Berg, ex calciatore norvegese (Molde, n. 1965)
- Joey van den Berg, ex calciatore olandese (Nijeveen, n. 1986)
- Jan van den Berg, calciatore olandese (Haarlem, n. 1879 - Zandvoort, † 1951)
- Knut Berg, ex calciatore norvegese (Bodø, n. 1944)
- Marcus Berg, ex calciatore e allenatore di calcio svedese (Torsby, n. 1986)
- Oliver Berg, calciatore norvegese (Gjøvik, n. 1993)
- Ørjan Berg, ex calciatore norvegese (Bodø, n. 1968)
- Patrick Berg, calciatore norvegese (Bodø, n. 1997)
- Per Berg, ex calciatore norvegese (n. 1945)
- Runar Berg, ex calciatore norvegese (L'Aia, n. 1970)
- Walter Berg, calciatore tedesco (n. 1916 - † 1949)
- Øivind Berg, ex calciatore norvegese (Skarnes, n. 1976)

## Cantanti(2)
- Lizzie, cantante faroese (Tórshavn, n. 1982)
- Joakim Berg, cantante svedese (Eskilstuna, n. 1970)

## Cantautrici(1)
- Matraca Berg, cantautrice statunitense (Nashville, n. 1964)

## Chitarristi(1)
- Lutte Berg, chitarrista svedese (Svezia, n. 1963)

## Ciclisti su strada(1)
- Arne Berg, ciclista su strada svedese (Stoccolma, n. 1909 - Stoccolma, † 1997)

## Compositori(1)
- Alban Berg, compositore austriaco (Vienna, n. 1885 - Vienna, † 1935)

## Danzatori(1)
- Gene Nelson, ballerino, attore e cantante statunitense (Astoria, n. 1920 - Los Angeles, † 1996)

## Economisti(1)
- Elliot Berg, economista e saggista statunitense (New York, n. 1927 - † 2002)

## Generali(1)
- Friedrich Wilhelm von Berg, generale e politico lituano (Sangaste, n. 1793 - San Pietroburgo, † 1874)

## Ginnaste(1)
- Jacomina van den Berg, ginnasta olandese (L'Aia, n. 1909 - L'Aia, † 1996)

## Ginnasti(2)
- Bernard Berg, ginnasta e multiplista statunitense (n. 1871 - Davenport, † 1949)
- Ragnar Berg, ginnasta e multiplista statunitense (Oslo, n. 1879 - New York, † 1950)

## Giocatori di baseball(1)
- Moe Berg, giocatore di baseball e agente segreto statunitense (New York, n. 1902 - Belleville, † 1972)

## Giocatori di curling(1)
- Kjell Berg, giocatore di curling norvegese (n. 1962)

## Giocatori di football americano(2)
- Christer Berg, giocatore di football americano finlandese (n. 1998)
- Daniel Berg, giocatore di football americano e allenatore di football americano tedesco

## Hockeisti su ghiaccio(1)
- Aki Berg, ex hockeista su ghiaccio finlandese (Raisio, n. 1977)

## Imprenditori(1)
- Nicholas Berg, imprenditore statunitense (West Cheseter, n. 1978 - Baghdad, † 2004)

## Ingegneri(2)
- Henning von Berg, ingegnere e fotografo tedesco (Hannover, n. 1961)
- Lodewijk van den Berg, ingegnere e astronauta olandese (Sluiskil, n. 1932 - † 2022)

## Lottatori(1)
- Zakarias Berg, lottatore svedese (Skellefteå, n. 1995)

## Lunghisti(1)
- Otto Berg, lunghista norvegese (Molde, n. 1906 - Bærum, † 1991)

## Mezzofondisti(1)
- Eero Berg, mezzofondista finlandese (Kangasala, n. 1898 - Karijoki, † 1969)

## Militari(1)
- Paavo Berg, militare e aviatore finlandese (Lahti, n. 1911 - Hanko, † 1941)

## Nuotatrici(1)
- Aina Berg, nuotatrice svedese (Göteborg, n. 1902 - Göteborg, † 1992)

## Pallanuotisti(1)
- Bertil Berg, pallanuotista svedese (Vienna, n. 1910 - Norrköping, † 1989)

## Pallavoliste(1)
- Lindsey Berg, ex pallavolista statunitense (Honolulu, n. 1980)

## Piloti automobilistici(1)
- Allen Berg, pilota automobilistico canadese (Vancouver, n. 1961)

## Piloti motociclistici(1)
- Hugo van den Berg, pilota motociclistico olandese (Hulshorst, n. 1990)

## Politici(1)
- Rick Berg, politico statunitense (Maddock, n. 1959)

## Produttori cinematografici(1)
- Sandon Berg, produttore cinematografico e sceneggiatore statunitense (Huntsville, n. 1971)

## Rugbisti a 15(1)
- Albert van den Berg, rugbista a 15 sudafricano (Hopetown, n. 1974)

## Saltatori con gli sci(2)
- Øyvind Berg, ex saltatore con gli sci norvegese (Aurskog-Høland, n. 1971)
- Rolf Åge Berg, ex saltatore con gli sci norvegese (Stjørdal, n. 1957)

## Sassofonisti(1)
- Bob Berg, sassofonista statunitense (New York, n. 1951 - Amagansett, † 2002)

## Sceneggiatori(1)
- Michael Berg, sceneggiatore statunitense

## Scenografi(1)
- Richard Berg, scenografo canadese (Toronto, n. 1961)

## Sciatori alpini(1)
- Magnus Berg, ex sciatore alpino svedese

## Sciatori freestyle(1)
- Johan Berg, sciatore freestyle norvegese (n. 1995)

## Scrittrici(1)
- Sibylle Berg, scrittrice e politica tedesca (Weimar, n. 1962)

## Snowboarder(1)
- Paul Berg, snowboarder tedesco (Bergisch Gladbach, n. 1991)

## Velisti(1)
- Stephan van den Berg, velista olandese (Hoorn, n. 1962)

## Velociste(1)
- Wilma van den Berg, ex velocista olandese (Uden, n. 1947)

## Vescovi cattolici(1)
- Stephen Jay Berg, vescovo cattolico statunitense (Miles City, n. 1951)

## Senza attività specificata(1)
- Mary Berg, statunitense (Łódź, n. 1924 - York, † 2013)